# HB-EGF
HB-EGF（heparin-binding EGF-like growth factor）は、ヒトではHBEGF遺伝子にコードされる、EGFファミリーのタンパク質である。ヘパリン結合性EGF様増殖因子などと訳されることもある。
HB-EGFは、分裂促進性・走化性を有する膜固定型糖タンパク質として合成される。単球やマクロファージで産生される上皮成長因子（EGF）様因子であり、ヘパリンに対して親和性を有するため、HB-EGFという命名がなされている。創傷治癒、心肥大、心臓の発生や機能に関与することが示されている。HB-EGFはヒトのマクロファージ様細胞で馴化した培地中で最初に同定された87アミノ酸からなる糖タンパク質で、高度に調節された遺伝子発現を示す。エクトドメインシェディングによって可溶型で成熟型のHB-EGFが形成され、平滑筋細胞や線維芽細胞の分裂や走化性に影響を与える。膜結合型HB-EGFはジフテリア毒素の固有の受容体であり、細胞間の接触シグナル伝達に機能する。どちらの形態のHB-EGFも生理的過程のほか、腫瘍のプログレッションや転移、器官の過形成、アテローム性疾患などの病理過程に関与している。HB-EGFは細胞表面の2つの部位、すなわちヘパラン硫酸プロテオグリカンとEGF受容体に結合することができ、細胞間相互作用に影響を与える。

## 相互作用
HB-EGFはNRD1、ZBTB16、BAG1と相互作用することが示されている。
HB-EGFの生物学的活性は、細胞周期の進行、分子シャペロンの調節、細胞生存、接着、遊走の媒介に影響を与える。NRD1はナルディライジンであり、HB-EGFの調節因子として機能する。ZBTB16とBAGファミリータンパク質は、HB-EGFが関与する過程においてコシャペロンとして機能する。

## がんにおける役割
ヒトのいくつかのがんやがん由来細胞株では、HB-EGFの遺伝子発現が大きく上昇していることが示されている。HB-EGFは悪性表現型の獲得に大きな役割を果たし、腫瘍の転移や浸潤性に寄与している。HB-EGFの増殖や走化性に関する効果は、線維芽細胞、平滑筋細胞、ケラチノサイトなど特定の細胞種に対して影響を及ぼす。乳がんや卵巣がん細胞、上皮細胞やケラチノサイトでは、HB-EGFは強力な分裂促進因子として機能する。がん由来細胞株の腫瘍形成に関するin vivoやin vitroでの研究では、HB-EGFの発現が腫瘍発生に必要不可欠であることが示されている。そのため、HB-EGF特異的阻害剤やHB-EGFに対するモノクローナル抗体は、HB-EGFの発現を標的としてがんを治療する新規治療法開発につながる可能性がある。

## 心臓発生と脈管形成における役割
EGF受容体へのHB-EGFの結合と活性化は、心臓の弁組織の発生と成体での正常な心機能の維持に重要な役割を果たしている。弁組織の発生時には、EGF受容体やヘパラン硫酸プロテオグリカンとHB-EGFとの相互作用が弁の拡大による奇形の防止に必要不可欠である。血管系においては、disturbed flowが生じている領域では血管病変、アテローム形成や血管内膜組織の過形成を促進するHB-EGFのアップレギュレーションがみられる。HB-EGFの発現による血管組織の血流障害のリモデリングは、大動脈弁疾患、末梢血管疾患や導管狭窄に寄与する。

## 創傷治癒における役割
HB-EGFは、皮膚の創傷治癒に必要な上皮化過程における主要な成長因子である。ケラチノサイトや線維芽細胞に対するHB-EGFの分裂促進作用や遊走作用は創傷治癒に必要な真皮の修復と血管新生を促進し、HB-EGFは創傷滲出液の主要な構成要素の1つである。HB-EGFは創傷治癒の初期段階でマクロファージ、単球、ケラチノサイトから放出され、標的細胞特異的な作用を示す。細胞表面のヘパラン硫酸プロテオグリカンへのHB-EGFの結合は分裂促進因子としての作用を高め、その結果、皮膚の創傷治癒の速度が高まり、植皮の治癒期間は短縮し、潰瘍、熱傷や分層切除の治癒が促進される。

## 他の生理過程における役割
HB-EGFは、さまざまな生物学的過程における細胞活性の調節に重要な因子であることが知られている。HB-EGFは脳の神経細胞に広く分布しており、脳内の低酸素や虚血によって誘導され、その後神経発生を刺激する。子宮のHB-EGFと胚盤胞のEGF受容体との相互作用は、胚-子宮間の相互作用や着床に影響を与える。未成熟新生児が影響を受ける疾患である壊死性腸炎において、HB-EGFは腸管幹細胞や腸管上皮細胞を保護することが示されている。骨格筋収縮時に発現するHB-EGFは、末梢でのグルコースの除去や再取り込みを促進し、耐糖能を改善する。運動時のHB-EGFのアップレギュレーションは、運動習慣による肥満や2型糖尿病などの代謝疾患の減少の分子基盤となっている可能性がある。

## 関連文献
- “Structure of heparin-binding EGF-like growth factor. Multiple forms, primary structure, and glycosylation of the mature protein”. J. Biol. Chem. 267 (9):  6205–12. (1992). doi:10.1016/S0021-9258(18)42682-8. PMID 1556128.
- “Tumor necrosis factor increases transcription of the heparin-binding epidermal growth factor-like growth factor gene in vascular endothelial cells”. J. Biol. Chem. 267 (14):  9467–9. (1992). doi:10.1016/S0021-9258(19)50112-0. PMID 1577791.
- “A heparin-binding growth factor secreted by macrophage-like cells that is related to EGF”. Science 251 (4996):  936–9. (1991). Bibcode: 1991Sci...251..936H. doi:10.1126/science.1840698. PMID 1840698.
- “An antibody that inhibits the binding of diphtheria toxin to cells revealed the association of a 27-kDa membrane protein with the diphtheria toxin receptor”. J. Biol. Chem. 266 (30):  20463–9. (1991). doi:10.1016/S0021-9258(18)54947-4. PMID 1939101.
- “Regional assignment of the gene for diphtheria toxin sensitivity using subchromosomal fragments in microcell hybrids”. Chromosoma 96 (1):  26–32. (1988). doi:10.1007/BF00285879. PMID 3436221.
- “CD44 isoforms containing exon V3 are responsible for the presentation of heparin-binding growth factor”. J. Cell Biol. 128 (4):  687–98. (1995). doi:10.1083/jcb.128.4.687. PMC 2199889. PMID 7532176.
- “Mouse chromosomal location of three EGF receptor ligands: amphiregulin (Areg), betacellulin (Btc), and heparin-binding EGF (Hegfl)”. Genomics 28 (1):  116–8. (1995). doi:10.1006/geno.1995.1116. PMID 7590736.
- “Diphtheria toxin binds to the epidermal growth factor (EGF)-like domain of human heparin-binding EGF-like growth factor/diphtheria toxin receptor and inhibits specifically its mitogenic activity”. J. Biol. Chem. 270 (3):  1015–9. (1995). doi:10.1074/jbc.270.3.1015. PMID 7836353.
- “Heparin-binding epidermal growth factor-like growth factor is an autocrine growth factor for human keratinocytes”. J. Biol. Chem. 269 (31):  20060–6. (1994). doi:10.1016/S0021-9258(17)32127-0. PMID 8051092.
- “Induction and expression of heparin-binding EGF-like growth factor in human pancreatic cancer”. Biochem. Biophys. Res. Commun. 202 (3):  1705–9. (1994). doi:10.1006/bbrc.1994.2131. PMID 8060360.
- “Oligo-capping: a simple method to replace the cap structure of eukaryotic mRNAs with oligoribonucleotides”. Gene 138 (1–2):  171–4. (1994). doi:10.1016/0378-1119(94)90802-8. PMID 8125298.
- “Characterization of sequences within heparin-binding EGF-like growth factor that mediate interaction with heparin”. J. Biol. Chem. 269 (4):  2541–9. (1994). doi:10.1016/S0021-9258(17)41979-X. PMID 8300582.
- “Structural organization and chromosomal assignment of the gene encoding the human heparin-binding epidermal growth factor-like growth factor/diphtheria toxin receptor”. Biochemistry 32 (31):  7932–8. (1993). doi:10.1021/bi00082a014. PMID 8347598.
- “Activation of HER4 by heparin-binding EGF-like growth factor stimulates chemotaxis but not proliferation”. EMBO J. 16 (6):  1268–78. (1997). doi:10.1093/emboj/16.6.1268. PMC 1169725. PMID 9135143.
- “Construction and characterization of a full length-enriched and a 5'-end-enriched cDNA library”. Gene 200 (1–2):  149–56. (1997). doi:10.1016/S0378-1119(97)00411-3. PMID 9373149.
- “Crystal structure of the complex of diphtheria toxin with an extracellular fragment of its receptor”. Mol. Cell 1 (1):  67–78. (1998). doi:10.1016/S1097-2765(00)80008-8. PMID 9659904.
- “Heparin-binding EGF-like growth factor expression increases selectively in bladder smooth muscle in response to lower urinary tract obstruction”. Lab. Invest. 79 (11):  1335–45. (1999). PMID 10576204.
- “Importance of the major extracellular domain of CD9 and the epidermal growth factor (EGF)-like domain of heparin-binding EGF-like growth factor for up-regulation of binding and activity”. J. Biol. Chem. 275 (24):  18284–90. (2000). doi:10.1074/jbc.M907971199. PMID 10749879.
- “Heparin-binding epidermal growth factor-like growth factor is an autocrine mediator of human prostate stromal cell growth in vitro”. J. Urol. 165 (1):  284–8. (2001). doi:10.1097/00005392-200101000-00080. PMID 11125426.
- “BAG-1 is a novel cytoplasmic binding partner of the membrane form of heparin-binding EGF-like growth factor: a unique role for proHB-EGF in cell survival regulation”. J. Biol. Chem. 276 (32):  30127–32. (2001). doi:10.1074/jbc.M010237200. PMID 11340068.